# Список объектов всемирного наследия ЮНЕСКО в Кирибати
В списке Всеми́рного насле́дия ЮНЕ́СКО в Респу́блике Кириба́ти значится 1 наименование (на 2012 год), это составляет 0,1 % от общего числа (1248 на 2025 год). Единственный объект включён по природным критериям, причем он также признан природным феноменом исключительной красоты и эстетической важности (критерий vii). Республика Кирибати ратифицировала Конвенцию об охране всемирного культурного и природного наследия 12 мая 2000 года. Единственный объект, находящийся на территории Кирибати был занесён в список в 2010 году на 34-й сессии Комитета всемирного наследия ЮНЕСКО.

## Список
В данной таблице объекты расположены в хронологическом порядке их добавления в список всемирного наследия ЮНЕСКО.
| # | Изображение | Название                                                                     | Местоположение | Время создания | Год внесения в список | №    | Критерии |
| - | ----------- | ---------------------------------------------------------------------------- | -------------- | -------------- | --------------------- | ---- | -------- |
| 1 |             | Заповедная территория островов Феникс (англ. Phoenix Islands Protected Area) | Острова Феникс | —              | 2010                  | 1325 | vii, ix  |